# 英國鐵路20型柴油機車
英国铁路 20 型機車，也称为 English Electric Type 1 ，是一类柴油电力机车。 在 1957 至 1968 年间，英国电气公司共制造了 228 辆机车，数量众多的部分原因是在相同功率范围内，其他早期機車設計的可靠性不足。
机车最初编号为 D8000-D8199 和 D8300-D8327。他们被铁路爱好者称为“Choppers”。 

## 涂装

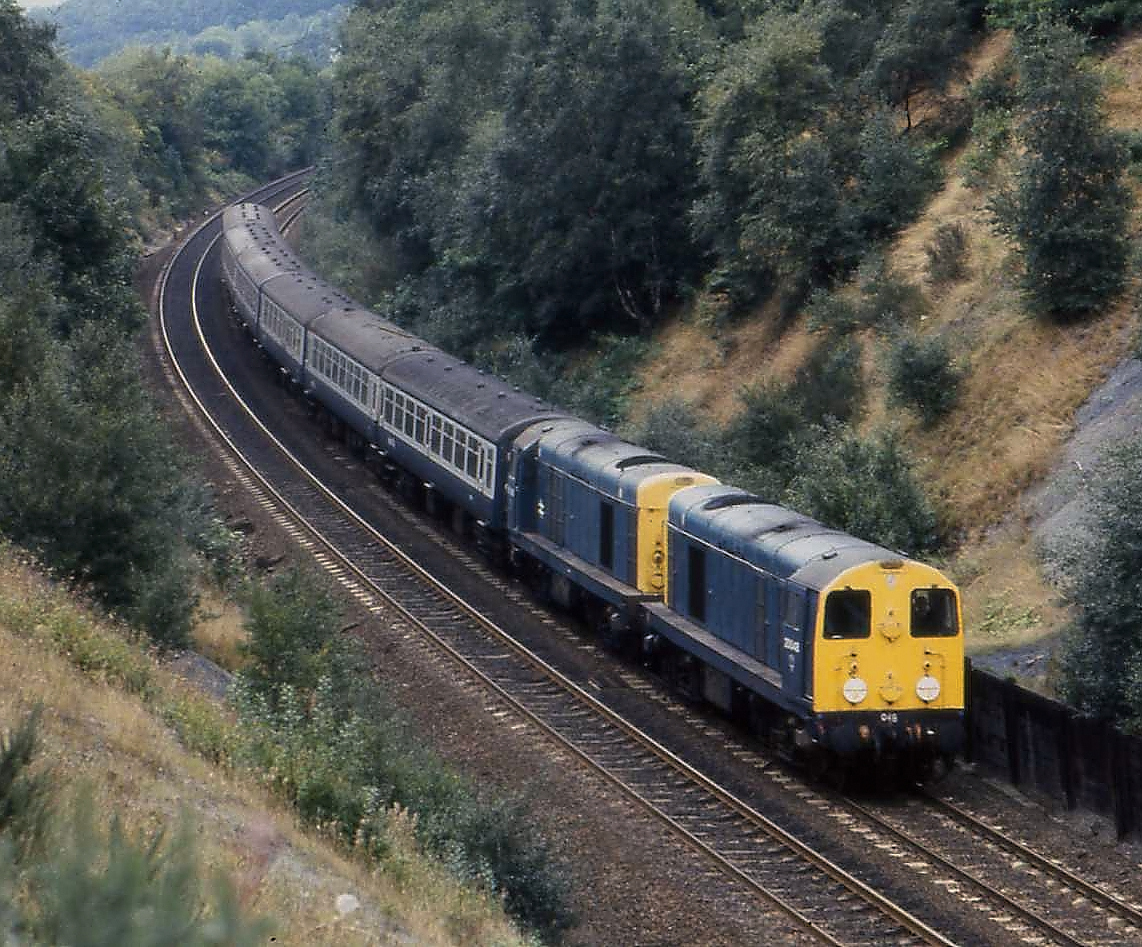
两輛 20 型正牽引旅客列车

1. ↑  Oakley, Michael. . Truro: Bradford Barton / D&EG. 1981. ISBN 0-85153-419-8.
2. ↑  . 铁路学刊. 2007年7月: 第9页 （英语）.